# Megadytes
Megadytes es un género de escarabajos neotropicales de la familia  Dytiscidae. Contiene las siguientes especies:

## Especies
- Megadytes australis
- Megadytes carcharias
- Megadytes ducalis
- Megadytes fallax
- Megadytes fraternus
- Megadytes giganteus
- Megadytes glaucus
- Megadytes laevigatus
- Megadytes latus
- Megadytes magnus
- Megadytes marginithorax
- Megadytes robustus